# Cidariophanes fulminea
Cidariophanes fulminea är en fjärilsart som beskrevs av Paul Dognin 1901. Cidariophanes fulminea ingår i släktet Cidariophanes och familjen mätare. Inga underarter finns listade i Catalogue of Life.